# Александра-Фоллс (водоспад)
Водоспад Александра-Фоллс ( або ж «Хатто де Найлі» ) — це водоспад висотою 32 м, що розташований на річці Гей у Північно-Західних територіях (Канада). Цей водоспад, третій за висотою в Північно-Західних територіях, є частиною територіального парку ущелини Твін-Фоллс і має власну зону денного використання з 3 км стежок до головного кемпінгу біля водоспаду Луїз-Фоллс (перепад 15 м)  другого з водоспадів-близнюків. Розташовані на шосе Маккензі, водоспади знаходяться приблизно 10 км на південний захід від Ентерпрайзу та 43 км  на південний захід від річки Хей.
І Ед Лусеро , і Тайлер Бредт , каякери на бурхливій воді, успішно подолали водоспади на каяках. Традиційні перекази племені Дене свідчать, що ці два водоспади - це два духи, Бабуся та Дід, які захищають цю місцевість.

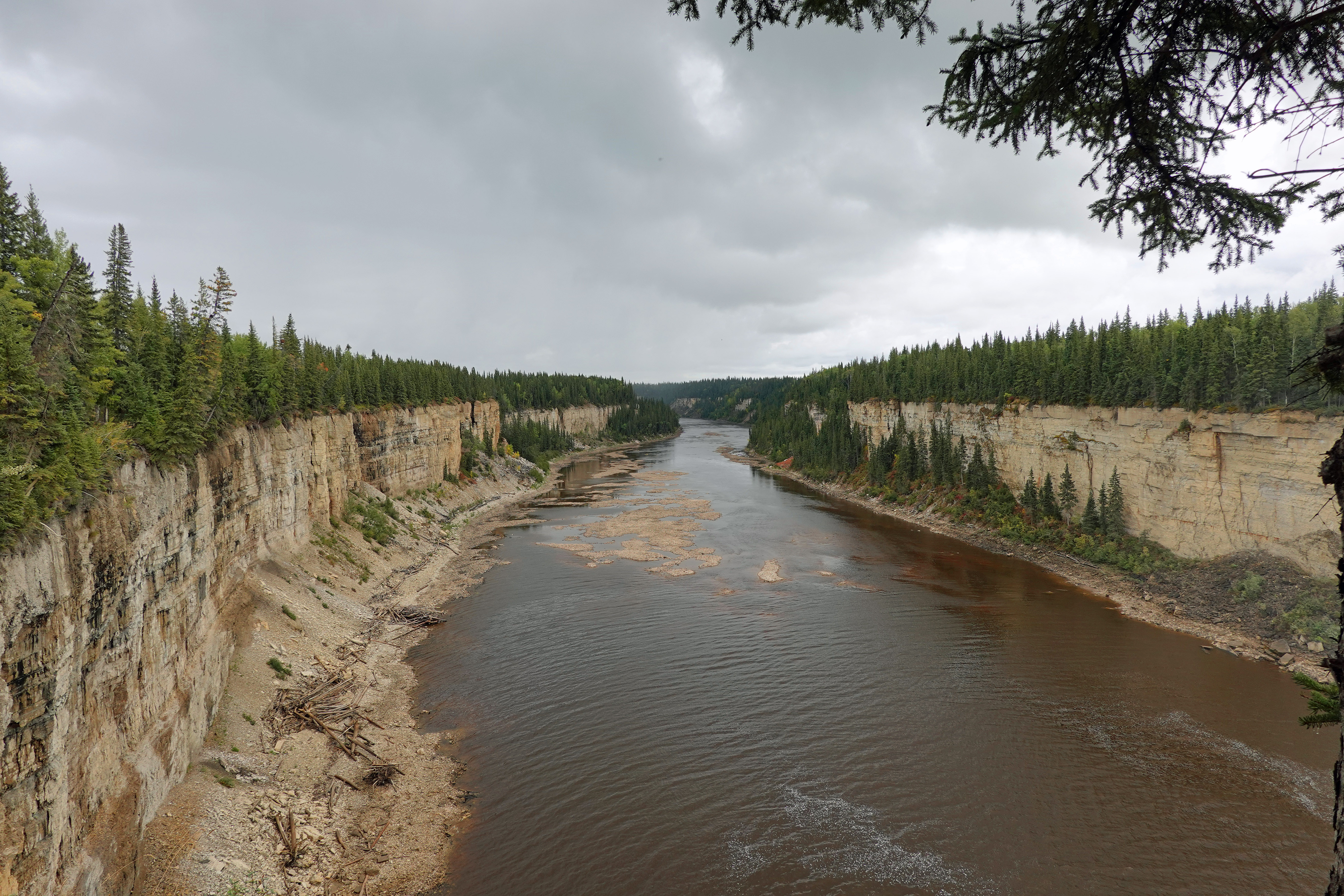
Річка Гей одразу за течією від водоспаду Александра-Фоллс